# Technique
Technique (с англ. — «Техника») — пятый студийный альбом британской рок-группы New Order, вышедший в 1989 году. Считается одним из самых лучших альбомов в творчестве New Order, став кульминацией всех достигнутых к тому времени музыкальных находок группы. Мелодизм, бесконфликтное сочетание полуакустических композиций с танцевальными, уверенный голос Самнера, научившегося-таки[уточнить], по его признанию, в совершенстве контролировать своё пение, — всё это привело пластинку на 1-е место в британском хит-параде.

## Об альбоме
Будучи записанным частично на Ивисе, альбом пропитан влиянием балеарского эйсид-хауса. Синглы с альбома «Fine Time», «Round & Round», — примеры работы New Order в стиле хаус — стали клубными хитами. С альбомом группа отправилась в турне по Бразилии (ноябрь–декабрь 1988) и Северной Америке (апрель–август 1989). Несмотря на то, что аранжировки альбома технически давно устарели, сохранив для времени лишь мелодии, «Technique» продолжает оставаться самой любимой пластинкой среди поклонников группы, надеющихся на повторение этого триумфа.

## Обложка
Обложка альбома оформлена Питером Сэвиллом. Название группы и альбома указаны на обратной стороне.

## Список композиций
1. «Fine Time[англ.]» — 4:42
2. «All The Way» — 3:22
3. «Love Less» — 2:58
4. «Round & Round[англ.]» — 4:29
5. «Guilty Partner» — 4:44
6. «Run[англ.]» — 4:29
7. «Mr. Disco» — 4:20
8. «Vanishing Point» — 5:15
9. «Dream Attack» — 5:13

## Участники записи
New Order:
- Бернард Самнер — вокал, гитара, синтезатор, программирование
- Питер Хук — 4- и 6-струнная бас-гитара, электронные барабаны, синтезатор, программирование
- Джиллиан Гилберт — синтезатор, программирование, гитара
- Стивен Моррис — ударные, синтезатор, программирование

Технический персонал:
- New Order — продюсирование
- Майкл Джонсон — инженер
- Ричард Чаппелл — ассистент звукорежиссёра
- Аарон Денсон — ассистент звукорежиссёра
- Ричард Эванс — ассистент звукорежиссёра
- Тревор Кей — дизайн обложки
- Алан Мейерсон — микширование
- Питер Сэвилл — дизайн обложки